# Wijk bij Duurstede
Wijk bij Duurstede es un municipio y una ciudad de la Provincia de Utrecht de los Países Bajos.

### Topografía
Mapa topográfico holandés del municipio de Wijk bij Duurstede, 2013.

## Galería

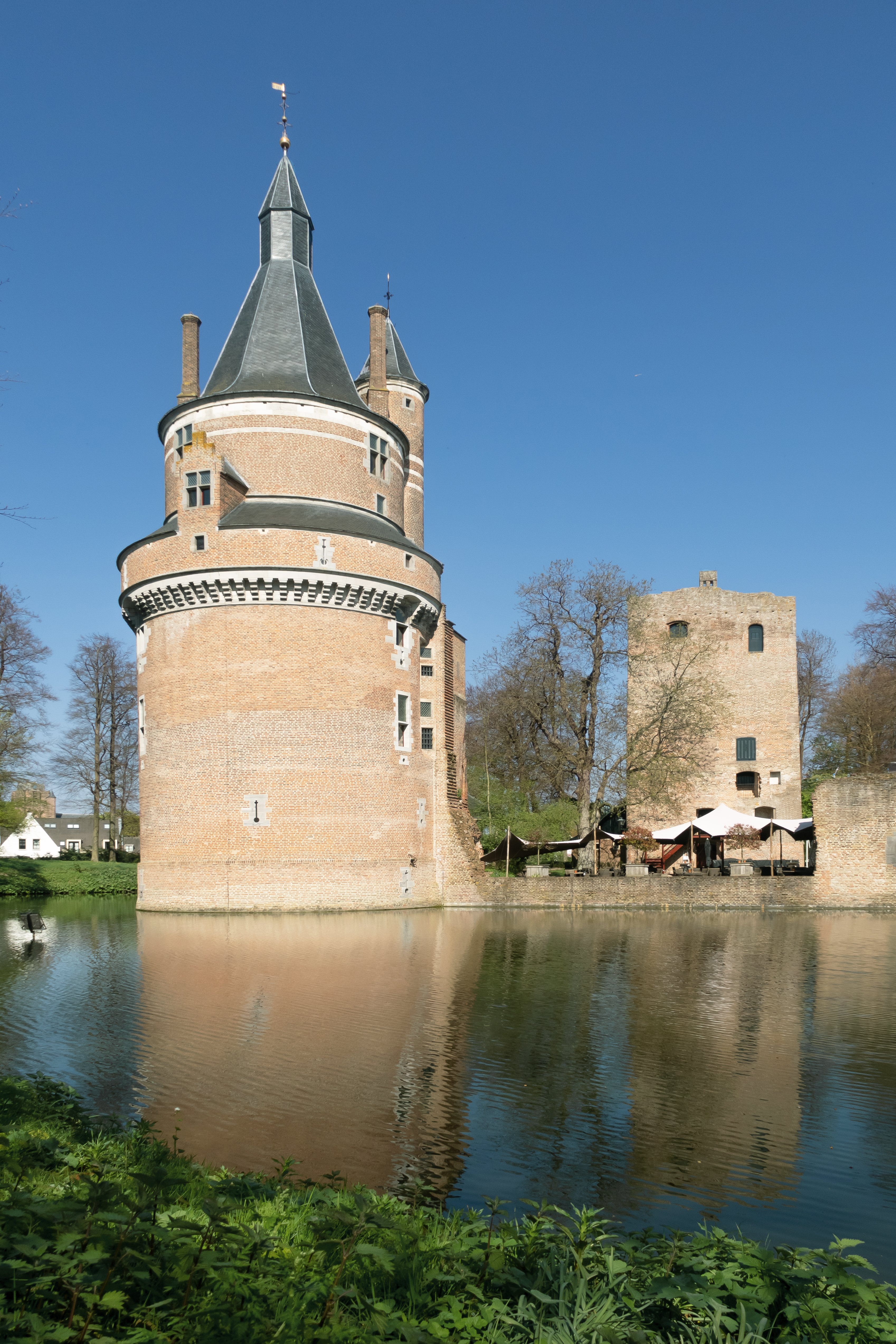
Castillo: kasteel Duurstede
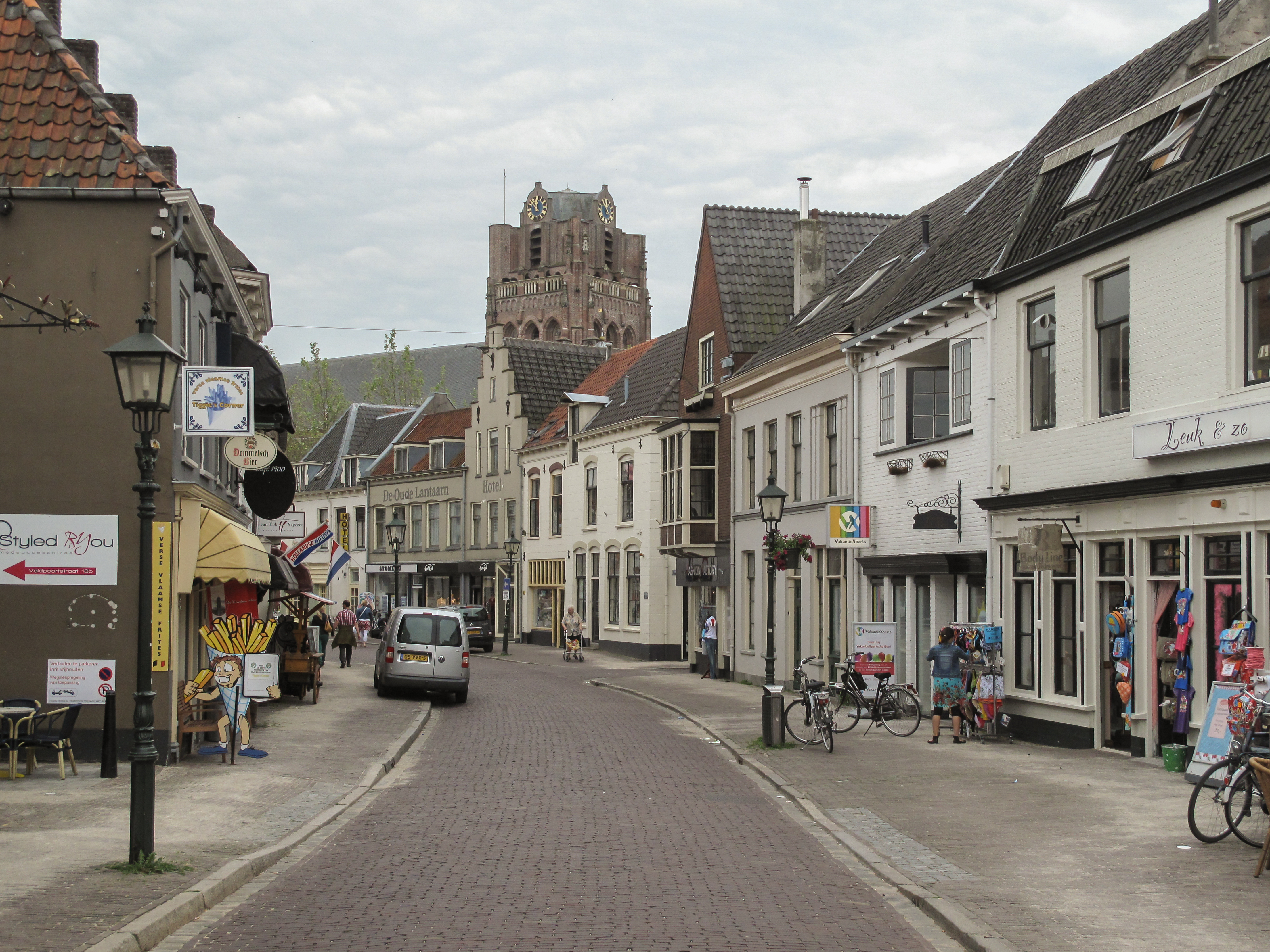
Vista de la calle con la torre de la iglesia
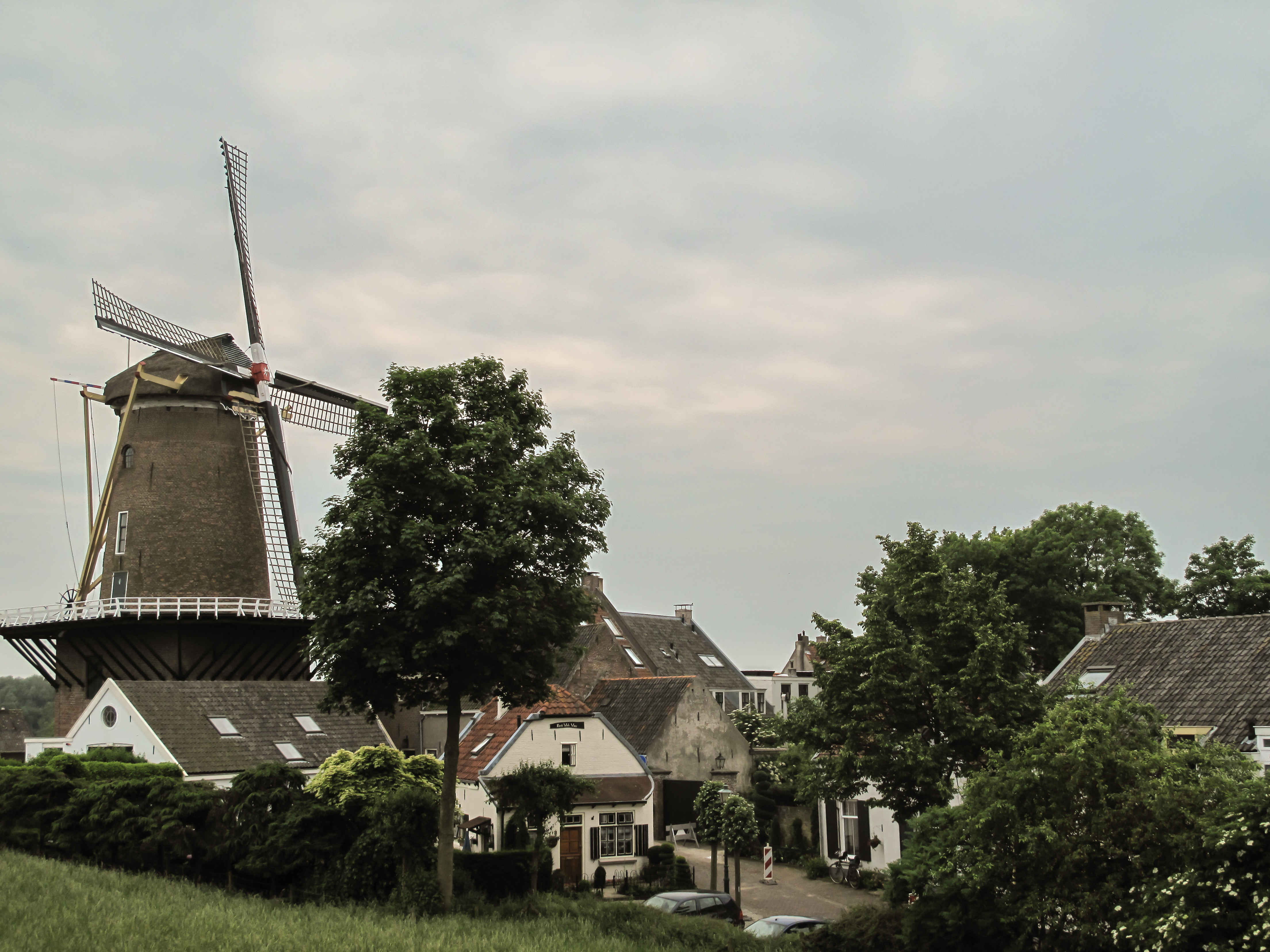
Molino (molen Rijn en Lek) en la calle